# Pecirna, Lanivți
Pecirna (în ucraineană Печірна) este localitatea de reședință a comunei Pecirna din raionul Lanivți, regiunea Ternopil, Ucraina.

## Demografie
Componența lingvistică a localității Pecirna
     Ucraineană (100%)
Conform recensământului din 2001, toată populația localității Pecirna era vorbitoare de ucraineană (100%).